# Duplachionaspis boquetensis
Duplachionaspis boquetensis är en insektsart som beskrevs av Ferris 1941. Duplachionaspis boquetensis ingår i släktet Duplachionaspis och familjen pansarsköldlöss.
Artens utbredningsområde är Panama. Inga underarter finns listade i Catalogue of Life.